# Jagged Alliance
La série Jagged Alliance est une collection de jeux de stratégie au tour par tour disponibles principalement pour PC.
Le premier jeu fonctionnait sous DOS. À partir de Jagged Alliance 2, le développement se base sur la bibliothèque graphique DirectX qui fonctionne sous Microsoft Windows.

## Liste des jeux
- Jagged Alliance (1994)
- Jagged Alliance: Deadly Games (1995)
- Jagged Alliance 2 (1999)
- Jagged Alliance 2: Unfinished Business (2000)
- Jagged Alliance 2: Wildfire (2004)
- Jagged Alliance 3 (2012)
- Jagged Alliance: Back in Action
- Jagged Alliance 3D (annulé)
- Jagged Alliance DS (2011)
- Jagged Alliance Flashback (2014)
- Jagged Alliance Online (2013)
- Jagged Alliance Online: Reloaded (2015)
- Jagged Alliance: Rage!
- Jagged Alliance 3 (2023)

## Autour de l'univers
Jagged Alliance 1 se déroule sur l'île de Metavira, réputée pour ses plantes pharmaceutiques. Les mercenaires de l'AIM recrutés par le joueur doivent chasser les forces du docteur Santino et restituer la terre à ses exploitants légitimes, la famille Richards. Vos finances sont alimentées par les plantations que vous contrôlerez et que vous aurez remis en culture.
Jagged Alliance 2 emporte le joueur dans le pays d'Arulco, où règne une dictature sanguinaire incarnée par la Reine Deirdranna. Celle-ci a assassiné le Roi peu après leur mariage. Enrico Chilvadori, dernier parent vivant du roi, est parti en exil et vous engage pour libérer le pays et permettre son accession au trône. Après avoir formé votre équipe, vous devez prendre contact avec la Résistance (animée par Miguel Cordonna) et partir au combat. Cette fois, votre budget sera essentiellement composé des recettes d'exploitations minières présentes dans les principales villes loyales à votre cause.

### Droits et domaine juridique
La propriété intellectuelle de l'univers de Jagged Alliance a plusieurs fois changé de main. La série et la franchise ont été créées par Sir-Tech avec la sortie du jeu original et de ses extensions. Le deuxième jeu, Jagged Alliance 2, a également été développé par Sir-Tech mais lorsque sa branche d'édition a fait faillite, la franchise a été transférée à leur filiale de développement Sir-Tech Canada, et le jeu a été publié par TalonSoft. Puis Jagged Alliance 2: Unfinished Business a été développé à l'écart de Sir-Tech et a été publié par Interplay. Ensuite TalonSoft a fait faillite. La propriété intellectuelle passa ensuite à Strategy First qui édite Jagged Alliance: Wildfire.
Deux épisodes, Jagged Alliance 3D et Jagged Alliance 3 auraient dû être produits par GFI mais ont été annulés à la suite d'un nouveau rachat des droits. GFI a tout de même sorti en 2007 un jeu inspiré de la série mais n'en faisant pas officiellement partie, Hired Guns: The Jagged Edge.
Les droits passèrent à bitComposer Games en 2010 puis Nordic Games en 2015.